# Duncan Robinson
Duncan McBryde Robinson (York, Maine, 22 de abril de 1994) es un baloncestista estadounidense que pertenece a la plantilla de los Detroit Pistons de la NBA. Con 2,01 metros de estatura, juega en la posición de alero.

## Trayectoria deportiva

### Universidad
Jugó su primera temporada con los Ephs del Williams College de la División III de la NCAA, donde acabó promediando 17,4 puntos por partido, siendo elegido Freshman del Año de la división, convirtiéndose en el primer jugador de primer año en lograr más de 500 puntos a lo largo de la temporada.
En 2014 fue transferido a los Wolverines de la Universidad de Míchigan, donde tras el año de parón que impone la NCAA, jugó tres temporadas más, en las que promedió 9,3 puntos, 2,5 rebotes y 1,2 asistencias por partido. En su última temporada fue elegido mejor sexto hombre de la Big Ten Conference.

#### Estadísticas
| Año     | Equipo   | PJ  | PT | MPP  | %TC  | %3P  | %TL  | RPP | APP | ROB | TPP | PPP  |
| ------- | -------- | --- | -- | ---- | ---- | ---- | ---- | --- | --- | --- | --- | ---- |
| 2015–16 | Michigan | 36  | 27 | 28.9 | .457 | .450 | .886 | 3.5 | 1.8 | .6  | .2  | 11.2 |
| 2016–17 | Michigan | 38  | 3  | 20.1 | .470 | .424 | .781 | 1.7 | .9  | .4  | .2  | 7.7  |
| 2017–18 | Michigan | 41  | 19 | 25.8 | .440 | .384 | .891 | 2.4 | 1.1 | .7  | .4  | 9.2  |
| Total   | Total    | 115 | 49 | 24.9 | .455 | .419 | .864 | 2.5 | 1.2 | .6  | .3  | 9.3  |

### Profesional
Tras no ser elegido en el Draft de la NBA de 2018, disputó la NBA Summer League con Miami Heat, jugando siete partidos en los que promedió 12,1 puntos y 2,6 rebotes. El 10 de julio firmó un contrato dual con los Heat y su equipo en la G League, los Sioux Falls Skyforce. Tras debutar en la NBA se convirtió en el primer jugador procedente de la División III de la NCAA en hacerlo desde Devean George en 1999. El 12 de diciembre de 2019, anota 34 puntos ante los Atlanta Hawks, su máximo hasta la fecha, igualando el récord de triples un partido, con 10/14, de la franquicia de Miami.
El 2 de agosto de 2021, consigue una extensión de contrato con los Heat por $90 millones y 5 años.
Tras siete temporadas en Miami, el 29 de junio de 2025, no acepta su opción de jugador convirtiéndose en agente libre. El 2 de julio de 2025 firma contrato con los Detroit Pistons por tres temporadas y 48 millones de dólares, en una operación en la que Simone Fontecchio fue enviado a los Heat.

## Estadísticas de su carrera en la NBA
|  | Líder de la liga |

### Temporada regular
| Año     | Equipo | PJ  | PT  | MPP  | %TC  | %3P  | %TL  | RPP | APP | ROB | TPP | PPP  |
| ------- | ------ | --- | --- | ---- | ---- | ---- | ---- | --- | --- | --- | --- | ---- |
| 2018-19 | Miami  | 15  | 1   | 10.7 | .391 | .284 | .667 | 1.3 | .3  | .3  | .0  | 3.3  |
| 2019-20 | Miami  | 73  | 68  | 29.7 | .470 | .446 | .931 | 3.2 | 1.4 | .5  | .3  | 13.5 |
| 2020-21 | Miami  | 72  | 72  | 31.4 | .439 | .408 | .827 | 3.5 | 1.8 | .6  | .3  | 13.1 |
| 2021-22 | Miami  | 79  | 68  | 25.9 | .399 | .372 | .836 | 2.6 | 1.6 | .5  | .2  | 10.9 |
| 2022-23 | Miami  | 42  | 1   | 16.5 | .371 | .328 | .906 | 1.6 | 1.1 | .3  | .0  | 6.4  |
| 2023-24 | Miami  | 68  | 36  | 28.0 | .450 | .395 | .889 | 2.5 | 2.8 | .7  | .2  | 12.9 |
| 2024-25 | Miami  | 74  | 37  | 24.1 | .437 | .393 | .887 | 2.3 | 2.4 | .5  | .1  | 11.0 |
| Total   | Total  | 423 | 283 | 26.0 | .434 | .397 | .874 | 2.6 | 1.8 | .5  | .2  | 11.3 |

### Playoffs
| Año   | Equipo | PJ | PT | MPP  | %TC  | %3P  | %TL  | RPP | APP | ROB | TPP | PPP  |
| ----- | ------ | -- | -- | ---- | ---- | ---- | ---- | --- | --- | --- | --- | ---- |
| 2020  | Miami  | 21 | 21 | 28.6 | .426 | .397 | .868 | 2.8 | 1.8 | .7  | .3  | 11.7 |
| 2021  | Miami  | 4  | 4  | 24.9 | .379 | .370 | .900 | 2.8 | .8  | .8  | .3  | 10.3 |
| 2022  | Miami  | 13 | 0  | 12.3 | .439 | .383 | .833 | 1.8 | .4  | .3  | .1  | 5.6  |
| 2023  | Miami  | 23 | 1  | 18.2 | .475 | .442 | .875 | 1.5 | 1.7 | .3  | .1  | 9.0  |
| 2024  | Miami  | 5  | 0  | 12.0 | .313 | .231 | —    | 1.0 | 1.2 | .4  | .0  | 2.6  |
| 2025  | Miami  | 4  | 0  | 14.8 | .357 | .333 | .750 | 1.0 | .3  | .0  | .0  | 4.3  |
| Total | Total  | 70 | 26 | 19.9 | .436 | .399 | .864 | 1.9 | 1.3 | .4  | .1  | 8.5  |

## Vida personal
Duncan es hijo de Elisabeth y Jeffrey Robinson, siendo el pequeño de tres hermanos (su hermana Marta y su hermano Eli). Tiene ascendencia Hawaiian por parte de madre. Creció en New Castle (Nuevo Hampshire), un pequeño pueblo de unos 1000 habiotantes, donde el curso de sexto grado de su escuela primaria estaba compuesto por solo cuatro estudiantes.